# نشویل (مجموعه تلویزیونی)
نشویل (به انگلیسی: Nashville) یک مجموعۀ تلویزیونی درام موزیکال آمریکایی است که توسط کالی خوری ساخته‌شده و کارگردانی آن را آر جی کاتلر، دی جانسون، استیون بوچانان، کانی بریتون و کالی خوری بر عهده دارند.
این مجموعه وقایع زندگی چند خوانندهٔ (ساختگی) مختلف موسیقی در نشویل، تنسی را بازگو می‌کند؛ داستان این مجموعه به زندگی یک فوق‌ستارۀ افسانه‌ای موسیقی آمریکا راینا جیمز (با بازی کانی بریتون) می‌پردازد که شهرتش در حال محو شدن است و در همان حال داستان زندگی ستاره‌ای جوان با نام ژولیت بارنز (با بازی هیدن پنیتیر) را بازگو می‌کند که حال شهرت یافتن است. این مجموعه برای نخستین‌بار از سوی ای‌بی‌سی، در ۱۰ اکتبر ۲۰۱۲ پخش شد و بیش از ۸٬۹۳۰٬۰۰۰ بیننده داشت. نشویل پیش از نمایش در تلویزیون عمومی، برای نخستین‌بار در وبگاه ای‌بی‌سی (ABC.com)، هیولو و آی‌تیونز قرار داده شد.

## فصل‌ها
| فصل | قسمت‌ها | قسمت‌ها | تاریخ اصلی روی آنتن رفتن | تاریخ اصلی روی آنتن رفتن | تاریخ اصلی روی آنتن رفتن |
| فصل | قسمت‌ها | قسمت‌ها | اولین بار                | آخرین بار                | شبکه                     |
| --- | ------ | ------ | ------------------------ | ------------------------ | ------------------------ |
| ۱   | ۲۱     | ۲۱     | ۱۰ اکتبر ۲۰۱۲            | ۲۲ مه ۲۰۱۳               | شرکت پخش رسانه‌ای آمریکا  |
| ۲   | ۲۲     | ۲۲     | ۲۵ سپتامبر ۲۰۱۳          | ۱۴ مه ۲۰۱۴               | شرکت پخش رسانه‌ای آمریکا  |
| ۳   | ۲۲     | ۲۲     | ۲۴ سپتامبر ۲۰۱۴          | ۱۳ مه ۲۰۱۵               | شرکت پخش رسانه‌ای آمریکا  |
| ۴   | ۲۱     | ۲۱     | ۲۳ سپتامبر ۲۰۱۵          | ۲۵ مه ۲۰۱۶               | شرکت پخش رسانه‌ای آمریکا  |
| ۵   | ۲۲     | ۱۱     | ۱۵ دسامبر ۲۰۱۶           | ۹ مارس ۲۰۱۷              | CMT                      |
| ۵   | ۲۲     | ۱۱     | ۱ ژوئن ۲۰۱۷              | ۱۰ اوت ۲۰۱۷              | CMT                      |
| ۶   | ۱۶     | ۸      | ۴ ژانویه ۲۰۱۸            | ۲۲ فوریه ۲۰۱۸            | CMT                      |
| ۶   | ۱۶     | ۸      | ۷ ژوئن ۲۰۱۸              | ۲۶ ژوئیه ۲۰۱۸            | CMT                      |

## عملکرد

### رتبه‌ها
| فصل | زمان (منطقه زمانی شرقی) | اپیزودها | اجرای نخست      | اجرای نخست                          | اجرای نخست         | پایان      | پایان                                | پایان              | فصل تلویزیونی | رتبه | تماشاکنندگان (تعداد در میلیون) |
| فصل | زمان (منطقه زمانی شرقی) | اپیزودها | تاریخ           | تماشاکنندگان نخست (تعداد در میلیون) | درجه‌بندی سنی ۱۸–۴۹ | تاریخ      | تماشاکنندگان نهایی (تعداد در میلیون) | درجه‌بندی سنی ۱۸–۴۹ | فصل تلویزیونی | رتبه | تماشاکنندگان (تعداد در میلیون) |
| --- | ----------------------- | -------- | --------------- | ----------------------------------- | ------------------ | ---------- | ------------------------------------ | ------------------ | ------------- | ---- | ------------------------------ |
| ۱   | چهارشنبه ساعت ۲۲:۰۰     | ۲۱       | ۱۰ اوت ۲۰۱۲     | ۸٫۹۳                                | ۲٫۸                | ۲۲ مه ۲۰۱۳ | ۶٫۰۲                                 | ۱٫۹                | ۲۰۱۲–۲۰۱۳     | ۶۴   | ۶٫۸۶                           |
| ۲   | چهارشنبه ساعت ۲۲:۰۰     | ۲۲       | ۲۵ سپتامبر ۲۰۱۳ | ۶٫۵۰                                | ۲٫۰                | ۱۴ مه ۲۰۱۴ | ۵٫۲۴                                 | ۱٫۳                | ۲۰۱۳–۲۰۱۴     | ۶۲   | ۷٫۰۰                           |
| ۳   | چهارشنبه ساعت ۲۲:۰۰     | ۲۲       | ۲۴ سپتامبر ۲۰۱۴ | ۵٫۸۰                                | ۱٫۵                | ۱۳ مه ۲۰۱۵ | ۴٫۶۵                                 | ۱٫۲                | ۲۰۱۴–۲۰۱۵     | ۵۴   | ۷٫۴۴                           |
| ۴   | چهارشنبه ساعت ۲۲:۰۰     | TBA      | ۲۳ سپتامبر ۲۰۱۵ | TBA                                 | TBA                | TBA        | TBA                                  | TBA                | ۲۰۱۵–۲۰۱۶     | TBA  | TBA                            |

### پذیرش از سوی منتقدان
| فصل | فصل | پذیرش منتقدان | پذیرش منتقدان                       | پذیرش منتقدان |
| فصل | فصل | راتن تومیتوز  | نقد و بررسی طرفداران (راتن تومیتوز) | متاکریتیک     |
| --- | --- | ------------- | ----------------------------------- | ------------- |
|     | ۱   | ۹۲٪ (۴۸ نقد)  | ۸۸٪ (۶۴ نقد)                        | ۸۵ (۳۲ نقد)   |
|     | ۲   | ۱۰۰٪ (۵ نقد)  | ۷۹٪ (۷۶ نقد)                        | N/A           |
|     | ۳   | ۱۰۰٪ (۵ نقد)  | ۸۹٪ (۶۹ نقد)                        | N/A           |
|     | ۴   | TBA           | TBA                                 | TBA           |

### جوایز و نامزدها
| سال  | مراسم                                 | رده                                                             | نامزد                                                                                     | نتیجه    | منبع   |
| ---- | ------------------------------------- | --------------------------------------------------------------- | ----------------------------------------------------------------------------------------- | -------- | ------ |
| ۲۰۱۲ | جوایز تلویزیونی کریتیکز چویز          | Most Exciting New Series                                        | «نشویل»                                                                                   | برنده    | [ ۱۶ ] |
| ۲۰۱۲ | جایزه برگزیده مردم                    | Favorite New TV Drama                                           | «نشویل»                                                                                   | نامزدشده |        |
| ۲۰۱۲ | جایزه ستلایت                          | Best Television Series – Drama                                  | «نشویل»                                                                                   | نامزدشده | [ ۱۷ ] |
| ۲۰۱۲ | جایزه ستلایت                          | Best Actress – Television Series Drama                          | کانی بریتون                                                                               | نامزدشده | [ ۱۷ ] |
| ۲۰۱۲ | جایزه ستلایت                          | Best Actress – Television Series Drama                          | هیدن پنیتیر                                                                               | نامزدشده | [ ۱۷ ] |
| ۲۰۱۲ | جایزه ستلایت                          | Best Supporting Actor – Series, Miniseries or Television Film   | پاورز بوث                                                                                 | نامزدشده | [ ۱۷ ] |
| ۲۰۱۳ | ویراستاران سینمای آمریکا              | Best Edited One-Hour Series for Commercial Television           | «نشویل»                                                                                   | نامزدشده | [ ۱۸ ] |
| ۲۰۱۳ | هفتادمین مراسم گلدن گلوب              | Best Actress – Television Series Drama                          | کانی بریتون                                                                               | نامزدشده | [ ۱۹ ] |
| ۲۰۱۳ | هفتادمین مراسم گلدن گلوب              | Best Supporting Actress – Series, Miniseries or Television Film | هیدن پنیتیر                                                                               | نامزدشده | [ ۱۹ ] |
| ۲۰۱۳ | جایزه برگزیده مردم                    | Favorite Network TV Drama                                       | «نشویل»                                                                                   | نامزدشده |        |
| ۲۰۱۳ | شصت و پنجمین جوایز امی ساعات پربیننده | Outstanding Lead Actress in a Drama Series                      | کانی بریتون                                                                               | نامزدشده | [ ۲۰ ] |
| ۲۰۱۳ | شصت و پنجمین جوایز امی ساعات پربیننده | Outstanding Original Music and Lyrics                           | سارا بوکستون و کیت یورک برای ترانهٔ «Nothing in This World Will Ever Break My Heart Again" | نامزدشده | [ ۲۰ ] |
| ۲۰۱۳ | جوایز برگزیده نوجوانان                | Choice TV Show: Drama                                           | «نشویل»                                                                                   | نامزدشده | [ ۲۱ ] |
| ۲۰۱۳ | جوایز برگزیده نوجوانان                | Choice TV Actress: Drama                                        | هیدن پنیتیر                                                                               | نامزدشده | [ ۲۱ ] |
| ۲۰۱۳ | جوایز انجمن صنفی نویسندگان آمریکا     | New Series                                                      | «نشویل»                                                                                   | نامزدشده | [ ۲۲ ] |
| ۲۰۱۴ | هفتاد و یکمین مراسم گلدن گلوب         | Best Supporting Actress – Series, Miniseries or Television Film | هیدن پنیتیر                                                                               | نامزدشده |        |
| ۲۰۱۴ | جایزه برگزیده مردم                    | Favorite Dramatic TV Actress                                    | هیدن پنیتیر                                                                               | نامزدشده |        |
| ۲۰۱۵ | جوایز برگزیده نوجوانان                | Choice TV Show: Drama                                           | «نشویل»                                                                                   | نامزدشده |        |
| ۲۰۱۵ | جوایز برگزیده نوجوانان                | Choice TV Actress: Drama                                        | هیدن پنیتیر                                                                               | نامزدشده |        |